# シオン (沢田聖子の曲)
「シオン」は、日本の歌手、沢田聖子が1979年10月25日に発売したシングルである。

## 収録曲
1. シオン（作詞・作曲:イルカ）
2. 街角のポスト（作詞・作曲：沢田聖子）

## 解説
1979年にイルカオフィスの新人シンガーソングライターとしてデビューする前、まだ自身のオリジナル楽曲が片手で余るほどだった頃に、イルカから練習曲として贈られた。デビューの年に2枚目のシングルとして発表し、翌年4月25日に発表した1枚目のアルバムにも収録された。
1997年12月17日にリリースした22枚目のオリジナルアルバム『Acoustic Love Ballads』、2004年5月21日リリースの34枚目のシングル「雨ノチ晴レ。」のC/Wの2度にわたって新バージョンを収録している。沢田のデビュー前に、イルカが練習用としてデモテープに吹き込んでいる「シオン」は、サビの部分にボーカリーズ（スキャット）が入る。また、オリジナルでもシングル盤とアルバム盤では、リミックスによりサビのリバーブにわずかな違いがある。

## 収録アルバム
1. 坂道の少女 （1980年4月25日）
2. SHOKO LIVE （1981年12月5日）
3. 少女期 （1982年9月10日）
4. 1979-1983 BEST SELECTION （1984年3月20日）
5. 沢田聖子ベスト16 1979〜1983 （1987年3月1日）
6. innovation （1987年5月15日）
7. 17 SONGS 沢田聖子 Part I （1987年12月16日）
8. 沢田聖子 全曲集 （1988年10月21日）
9. 沢田聖子 ベスト （1989年10月5日）
10. 沢田聖子 ベスト15 （1992年7月23日）
11. 沢田聖子 シングル・コレクション （1993年6月21日）
12. 沢田聖子 セレクション （2003年5月1日）
13. Anniversary 〜In My Heart Concert〜 （1994年2月23日）
14. Acoustic Love Ballads （1997年12月17日）
15. History （1998年8月26日）
16. 雨ノチ晴レ。 （2004年5月21日）　※シングルC/W
17. History II （2004年10月21日）